# ヴァージン・ゴルダ島
ヴァージン・ゴルダ島（Virgin Gorda）とはカリブ海はイギリス領ヴァージン諸島にある小さな島である。
面積は21km2、人口は約2,000人ぐらいで、イギリス領ヴァージン諸島の中ではトルトラ島に続いて人口が多い。
島の中心地はスパニッシュタウン、ノース・エンドと言う町もある。島の最高峰はヴァージン・ゴルダ山（414m）である。島に空港があるが、ヨットなど船の停泊地とも機能している。
ヴァージン・ゴルダ島の最初の移住者はアラワク・シボネイ族だった。クリストファー・コロンブスは1493年に島を発見している。ヴァージン・ゴルダの名はスペイン語で"太った処女"を意味し、コロンブスが、414mのヴァージン・ゴルダ山など小山の島の形が女性が横たわって突き出た腹の様に見えたので、島の名を"太った処女"と命名したと言う。

## 画像

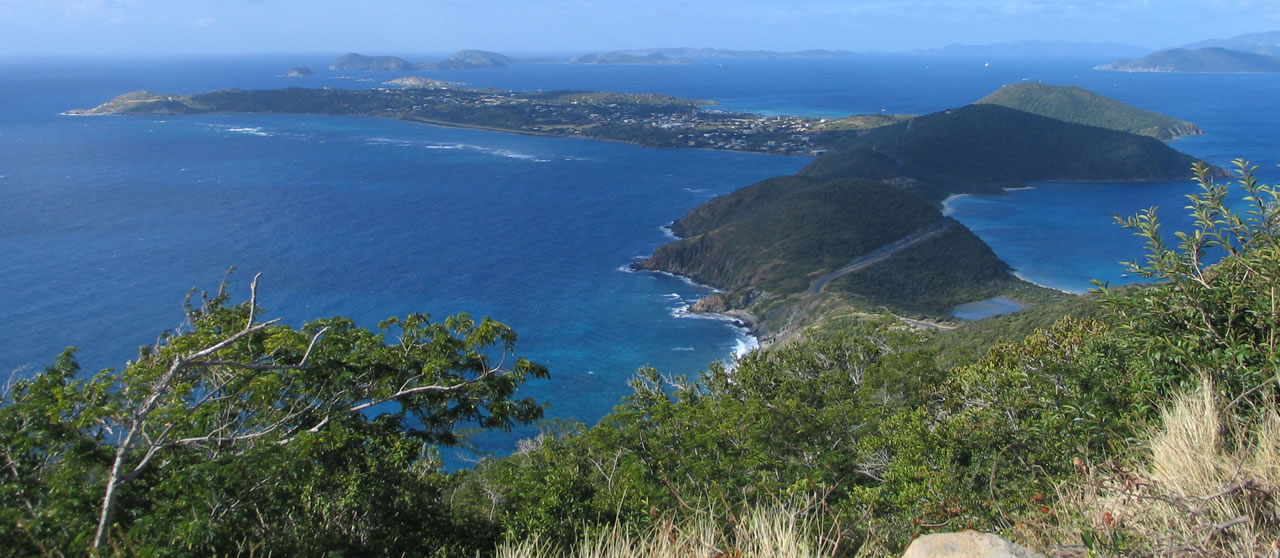
島の概観
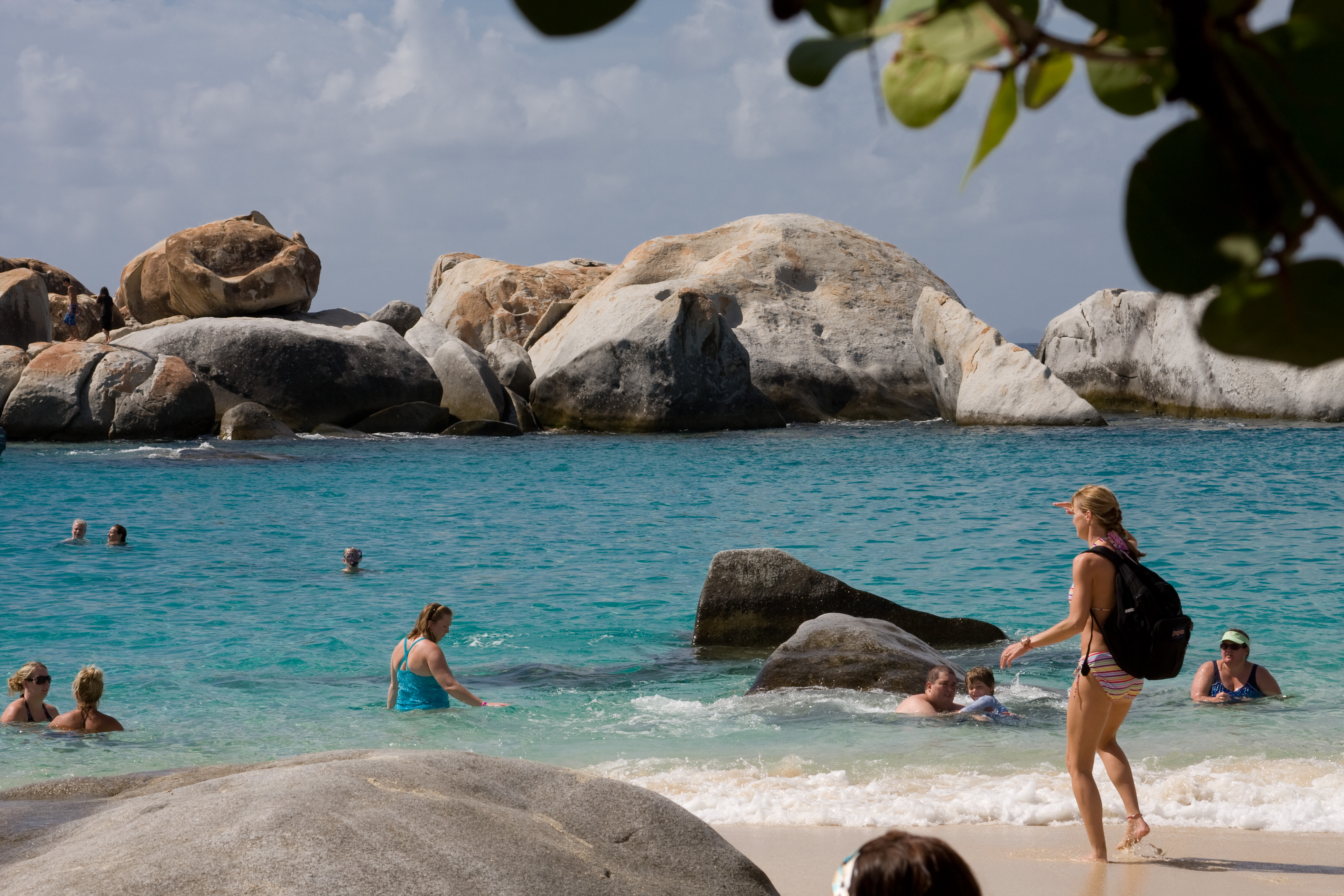
観光スポットのバス（The Baths）